# Kwasy rybonukleinowe

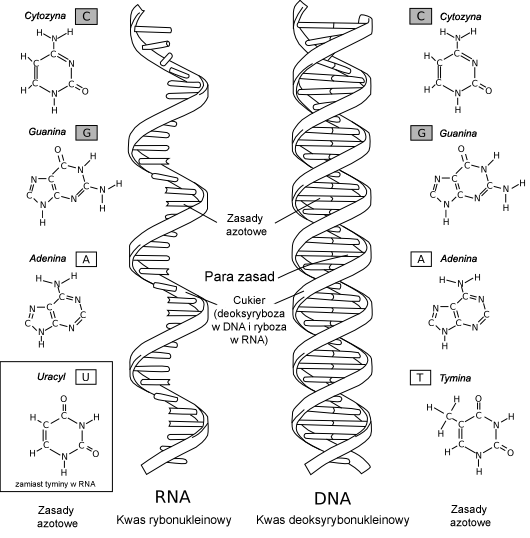
Porównanie RNA z DNA. RNA ma często znacznie bardziej skomplikowaną budowę

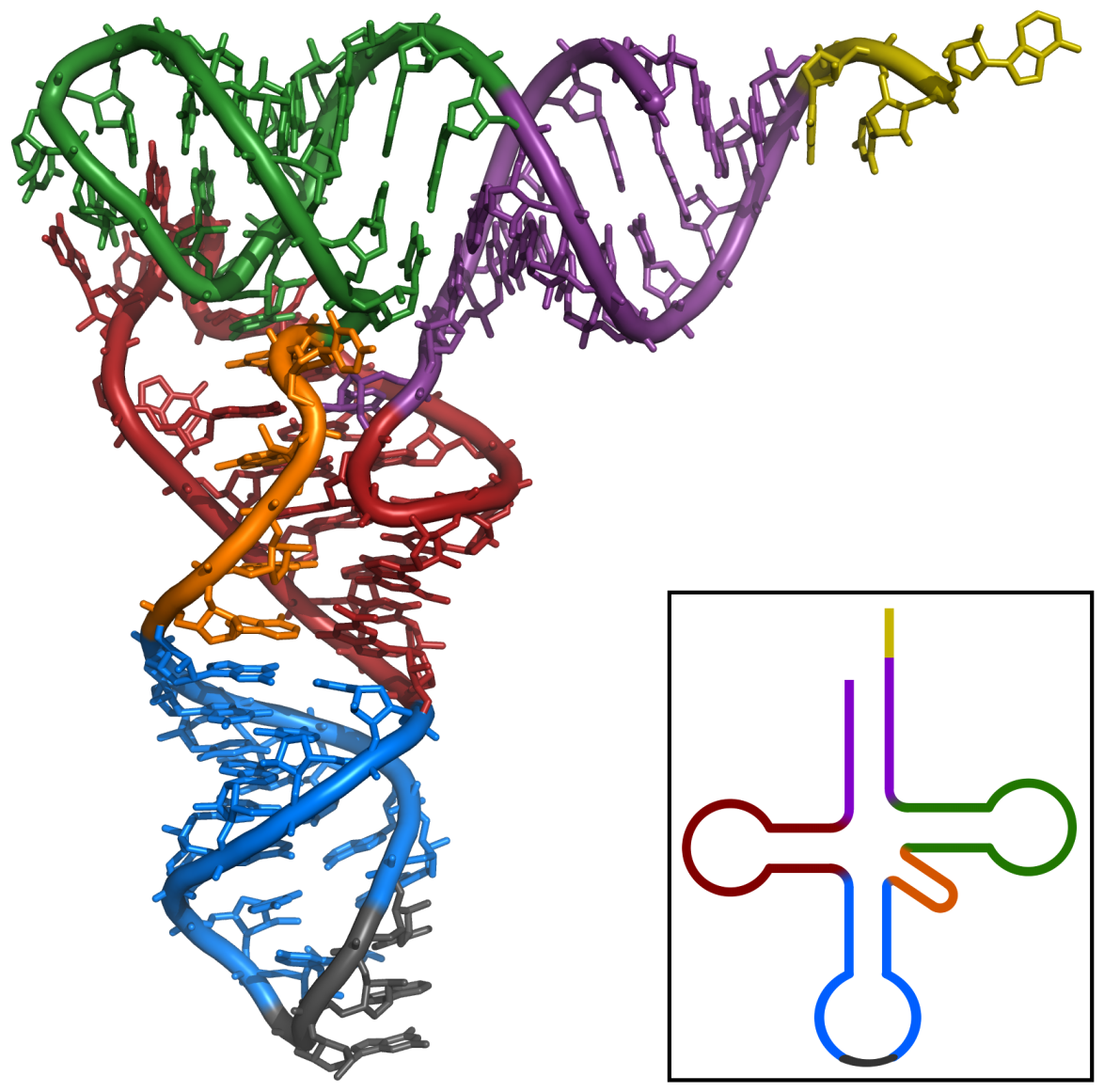
Trójwymiarowa struktura tRNA

Kwasy rybonukleinowe, RNA (od ang. ribonucleic acid) – organiczne związki chemiczne z grupy kwasów nukleinowych, zbudowane z rybonukleotydów połączonych wiązaniami fosfodiestrowymi. Z chemicznego punktu widzenia są polimerami kondensacyjnymi rybonukleotydów. Występują w jądrach komórkowych i cytoplazmie, często wchodząc w skład nukleoprotein. Znanych jest wiele klas kwasów rybonukleinowych o zróżnicowanej wielkości i strukturze, pełniących rozmaite funkcje biologiczne. Zarówno struktura, jak i funkcja RNA jest silnie uzależniona od sekwencji nukleotydów, z których zbudowana jest dana cząsteczka.
Wśród kwasów rybonukleinowych wyróżnia się między innymi:
- informacyjny lub matrycowy RNA (mRNA)
- rybosomalny RNA (rRNA)
- transferowy RNA (tRNA)
- heterogenny jądrowy RNA (hnRNA lub pre-mRNA) – głównie produkty transkrypcji DNA i przetwarzania surowego transkryptu do mRNA
- antysensowy RNA albo interferencyjny RNA (siRNA i miRNA) – produkowany w celu precyzyjnej regulacji ekspresji genów kodujących białka (za pomocą mechanizmu wspólnego lub bardzo zbliżonego do systemu zwalczania wirusów RNA)
- mały cytoplazmatyczny RNA (scRNA) – odpowiedzialny za rozpoznawanie sygnału w komórce
- mały jądrowy RNA (snRNA) – pełniący funkcje enzymatyczne przy wycinaniu intronów z transkryptów
- mały jąderkowy RNA (snoRNA) – biorący udział w modyfikacji chemicznej pre-mRNA

RNA jest zazwyczaj jednoniciowy; postać dwuniciowa, analogiczna do dwuniciowego DNA, występuje głównie jako materiał genetyczny niektórych wirusów i wiroidów (porównaj też retrowirusy). Jednak w wypadku cząsteczek jednoniciowych, szczególnie pełniących funkcje enzymatyczne lub współdziałających w tych funkcjach (np. rRNA, tRNA), tworzenie fragmentów dwuniciowych przez parowanie różnych odcinków tej samej nici decyduje o strukturze całej cząsteczki.
Ułożenie zasad azotowych w RNA nie jest dowolne. Ich kolejność jest odzwierciedleniem kolejności ułożenia zasad azotowych w matrycowej nici DNA, a takie same (zamieniając tyminę na uracyl) w nici kodującej.
W przypadku wirusów RNA zawierających pojedynczą nić kwasu nukleinowego można mówić o jej polarności. Nić o dodatniej polarności to element mogący pełnić funkcję mRNA, zaś ta o ujemnej jest komplementarna do mRNA.